# Футбольная ассоциация Шлезвиг-Гольштейна
Футбольная ассоциация Шлезвиг-Гольштейн (нем. Schleswig-Holsteinischer Fussball-Verband; сокращенно SHFV) — одна из 21 государственных организаций Немецкого футбольного союза (DFB) и охватывает большую часть земли Шлезвиг-Гольштейн.
SHFV является частью Северогерманского футбольного союза, одной из пяти региональных союзов Германии. Другими членами региональной ассоциации являются Футбольный союз Бремена, Футбольный союз Гамбурга и Футбольный союз Нижней Саксонии.
В 2017 году в системе лиг SHFV было 184 551 член, 585 клубов-членов и 5046 команд